# Agrosteella violaceicollis
Agrosteella violaceicollis là một loài bọ cánh cứng trong họ Chrysomelidae. Loài này được Ge, Wang, Yang & Li miêu tả khoa học năm 2002.